# Saque de Roma (546)

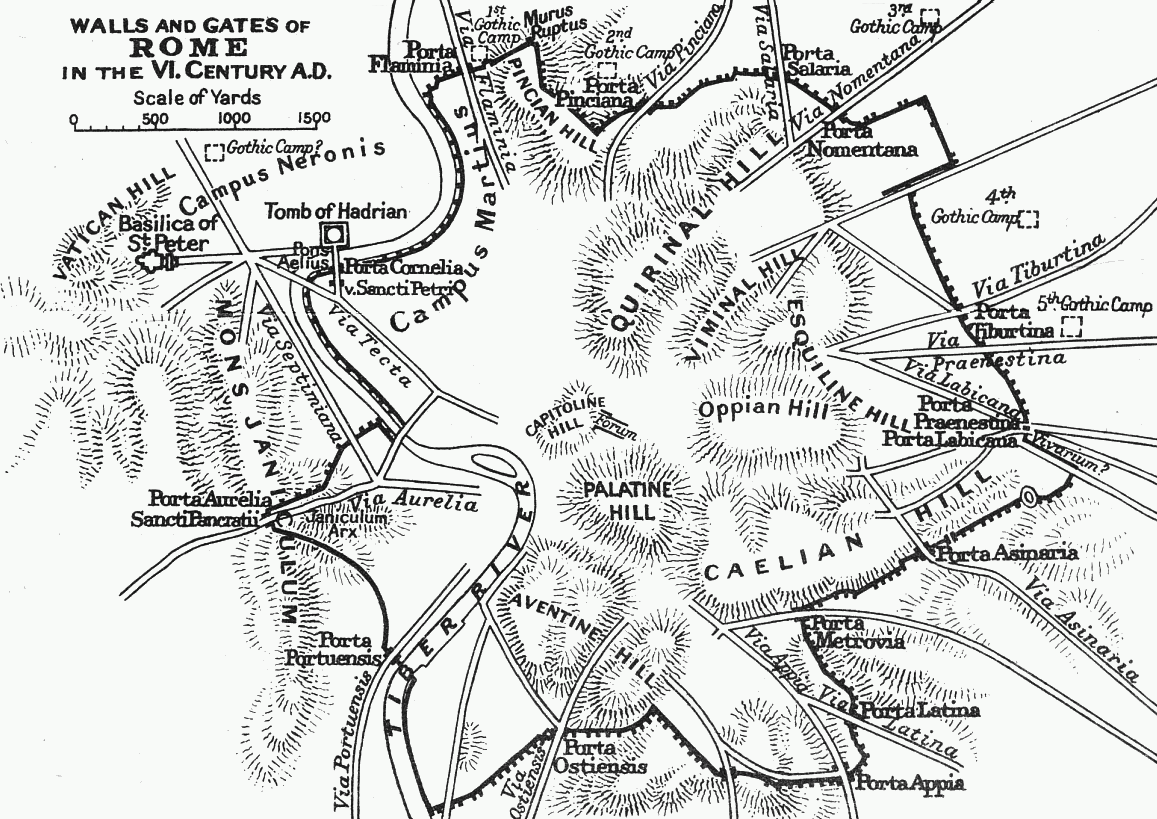
Muralhas de Roma no século VI

O saque de Roma de 546 foi realizado pelo rei godo Tótila, durante a Guerra Gótica entre os ostrogodos e o Império Bizantino. Tótila estava assentado em Tívoli e, buscando a reconquista do Lácio, deslocou-se em direção a Roma. Contudo, as defesas da cidade aguentaram o seu ataque, pelo qual decidiu assediá-la até se render por fome.
O papa Vigílio, que fugira para Siracusa, enviou uma pequena frota de navios com cereais para fornecer Roma, mas foi interceptada pela armada de Tótila, sendo capturada perto da desembocadura do Tibre. A frota imperial, dirigida por Belisário, não teve sucesso na sua tentativa de libertar a cidade, razão pela qual Roma viu-se obrigada finalmente a abrir as portas aos godos.
Roma foi saqueada, mas Tótila, que normalmente destruía as fortificações de cada cidade que tomava, não desmantelou as muralhas da cidade. Quando Tótila se retirou, as muralhas e outras fortificações voltaram cedo a serem erguidas, pelo qual Tótila voltou a marchar contra a cidade. Neste caso, Belisário teve sucesso na sua defesa, mas não obteve vantagem da sua vitória. Os godos tomaram várias cidades, incluindo Perugia, enquanto Belisário permaneceu inativo até ser chamado de volta para a Itália. Em 549 Tótila voltou a marchar contra Roma, capturando-a graças à traição de alguns defensores famintos.
Nesta última ocasião, a cidade foi saqueada até o ponto de ficar desabitada por quarenta dias.